# Pfarrkirche Gaspoltshofen

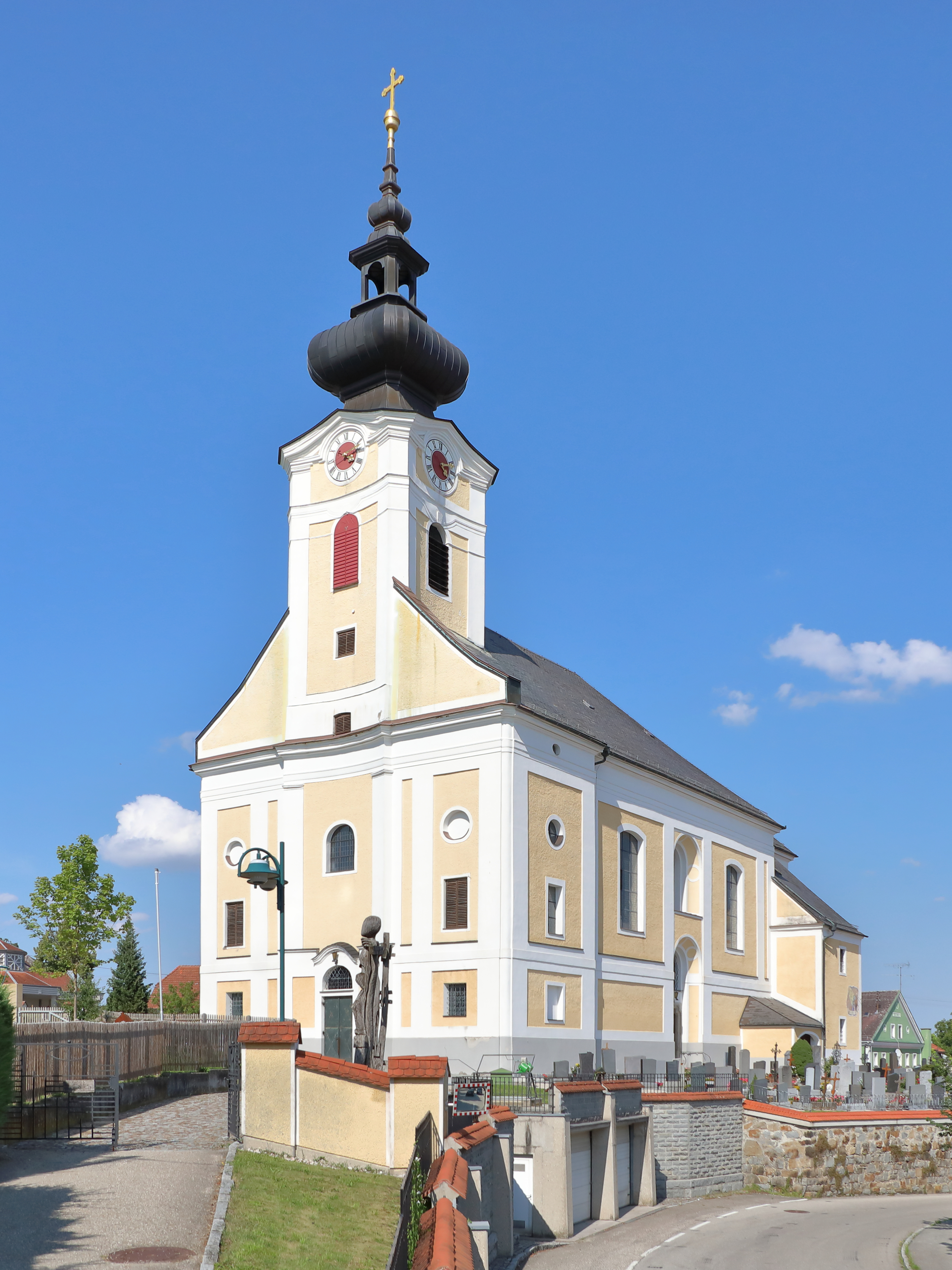
Kath. Pfarrkirche hl. Laurentius in Gaspoltshofen

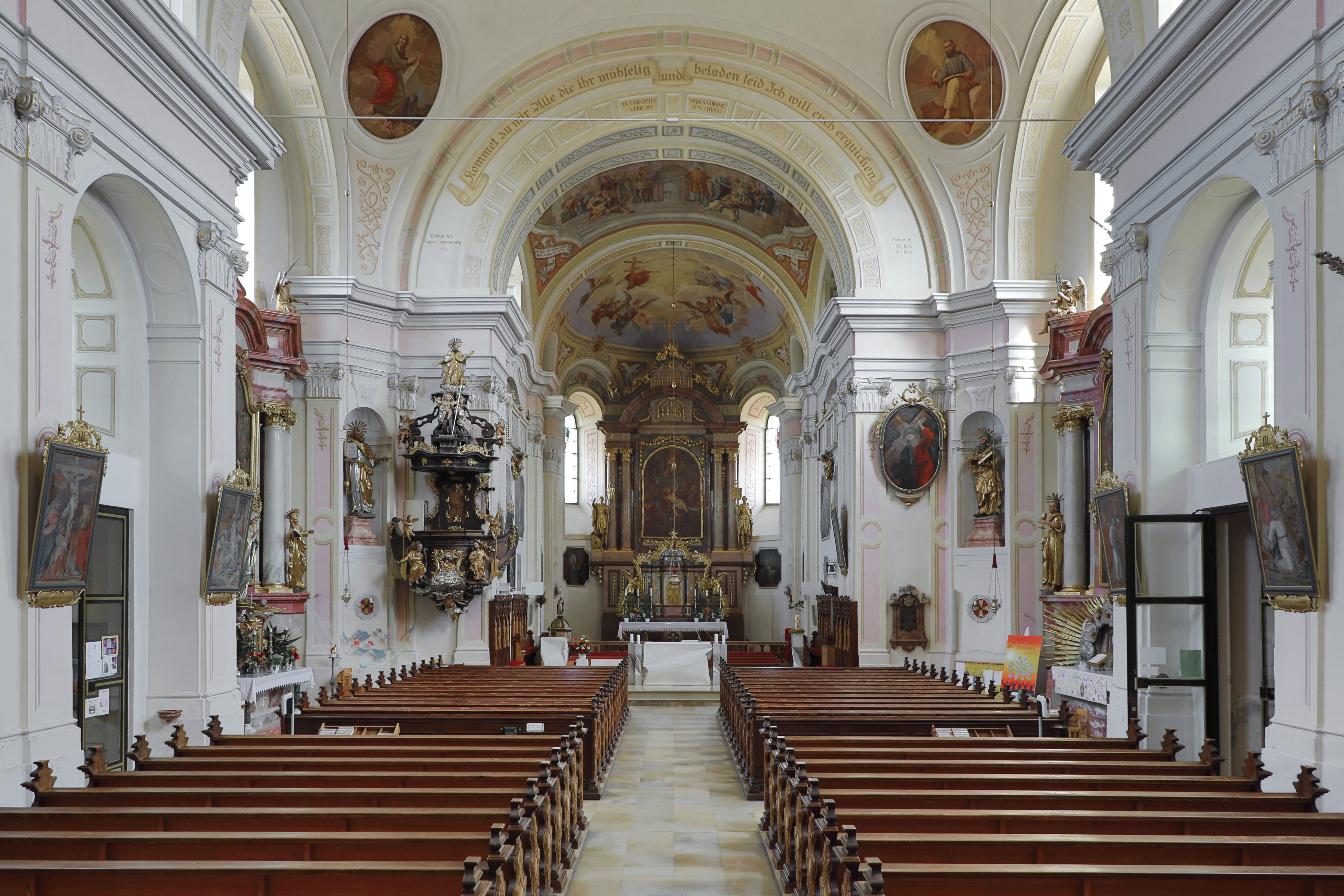
Vom Langhaus zum Chor

Die Pfarrkirche Gaspoltshofen steht in der Marktgemeinde Gaspoltshofen in Oberösterreich. Die römisch-katholische Pfarrkirche hl. Laurentius ist auf den heiligen Laurentius von Rom geweiht; sie gehört zum Dekanat Gaspoltshofen in der Diözese Linz. Die Wallfahrtskirche steht unter Denkmalschutz.

## Geschichte
Eine Kirche wurde um 1100 urkundlich genannt. Die von 1732 bis 1735 erbaute Kirche gilt als Hauptwerk des Barockbaumeisters Jakob Pawanger. Die Kirche wurde 1832, 1863 und 1912 restauriert.

## Architektur
Der stattliche einschiffige Kirchenbau hat ungewöhnlich große Abmessungen. Das zweijochige Langhaus mit einem flachen Hängekuppelgewölbe hat zwischen den zwei Jochen ein breites eingeschnürtes Bauglied mit Doppelpilastern und Tonnengewölbe. Der eingezogene einjochige Chor mit einem flachen Hängekuppelgewölbe und einen halbelliptischen Abschluss. An der Westseite des Langhauses, dem Chor entsprechend, ist ein eingezogener tonnengewölbter Vorbau für die Musikempore und die Vorhalle. Die Westfassade ist dreiteilig und wird durch den eingebauten Westturm, dessen Wände konkav gebogen sind, bestimmt. Der Turm trägt eine Zwiebel mit Laterne. Südlich der Westempore ist eine querelliptische Marienkapelle mit Stuck.

## Ausstattung

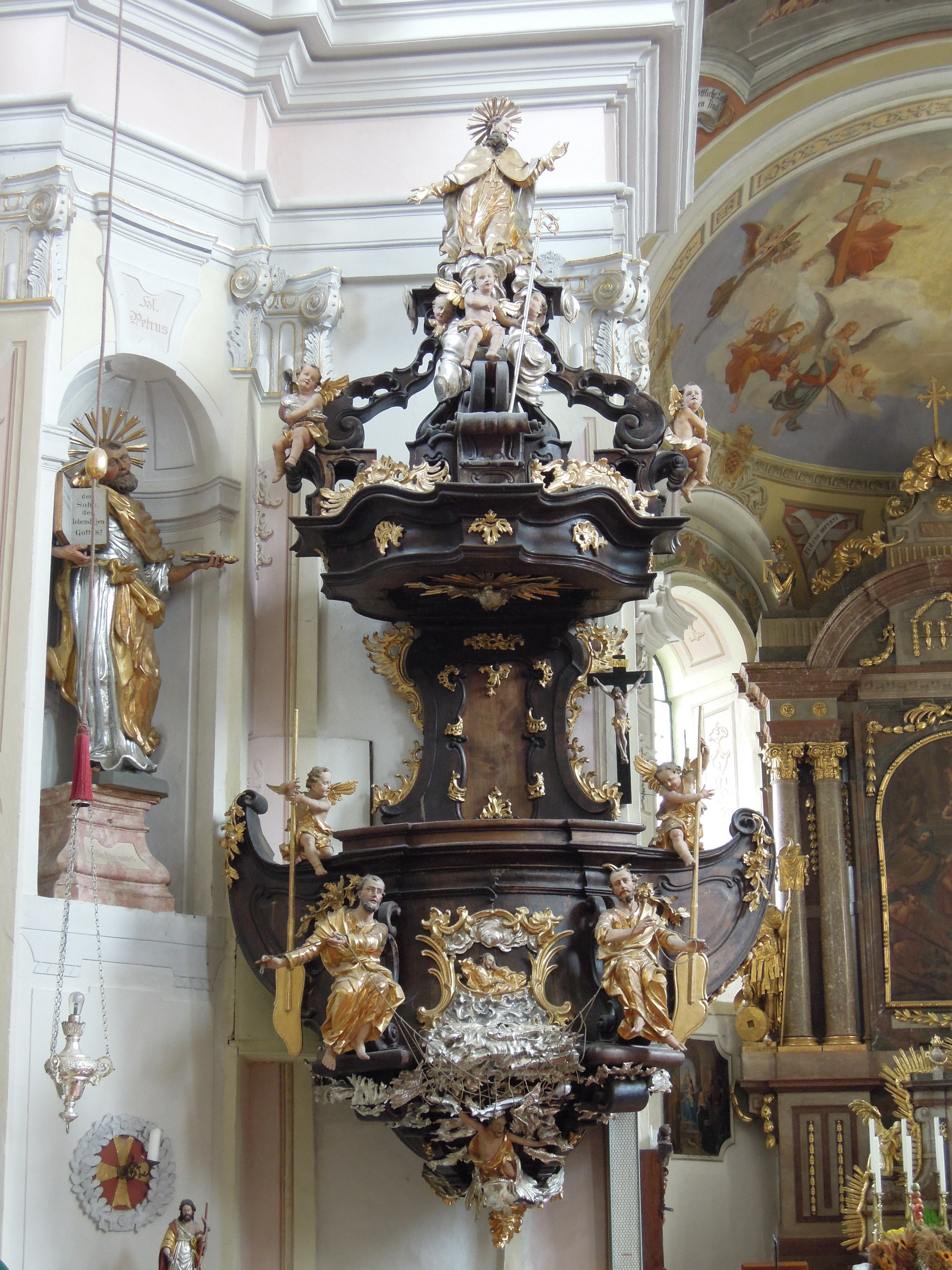
Schiff-Petri-Kanzel

Den Hochaltar schuf Anton Högler (1989) aus Salzburg. Das Hochaltarbild Laurentius malte der Maler Pieter de Neve (1689). Die Seitenaltäre im Langhaus aus 1737 sind der Barbara, dem Rosenkranz, dem Stephanus und Johannes der Täufer geweiht und zeigen Altarbilder des Malers Johann Georg Morzer (1737). Die Kanzel in der Form eines Schiffes schuf Joachim Ertl (1770) aus Lambach, vergleiche dazu die Schiffkanzeln der Pfarrkirchen von Traunkirchen, Fischlham und Tautendorf. In den Nischen des Langhauses stehen überlebensgroße Holzfiguren von Heiligen aus dem zweiten Viertel des 18. Jahrhunderts.
Das spätgotische Kruzifix um 1520/1530 vom ehemaligen Fronbogen ist jetzt in die Totenkammer. In der Paramentenkammer sind drei bemerkenswerte spätgotische Tafelbilder Geißelung, Ecce Homo, Kreuztragung von 1522.

### Orgel

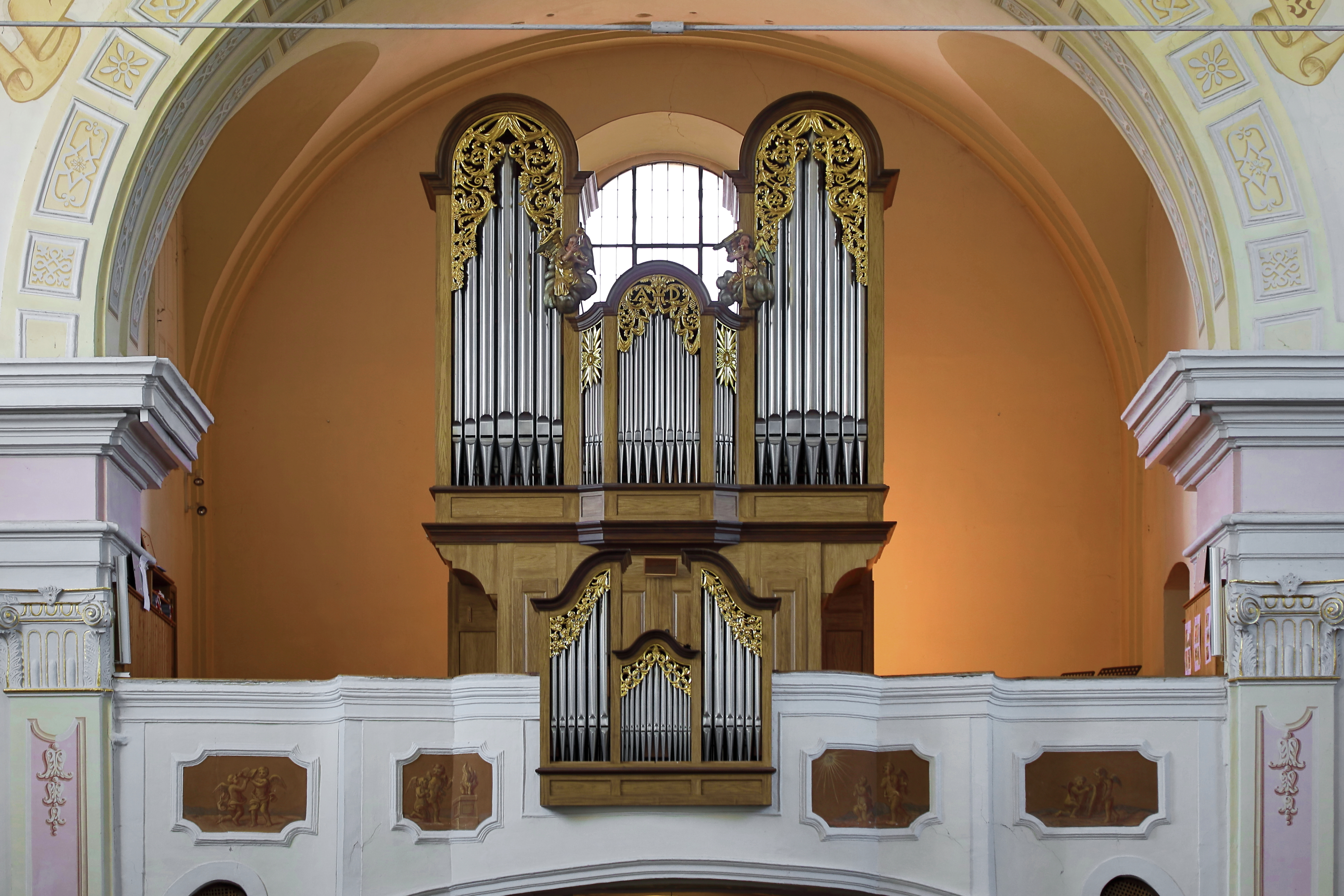
Orgel der Pfarrkirche

Die Orgel mit 25 Register, verteilt auf zwei Manuale und Pedal, wurde 1995 von Orgelbau Reinisch-Pirchner errichtet. Nach anderen Angaben hat sie 22 Register und wurde 1994 errichtet. Die Vorgängerorgel wurde 1834 oder 1836 vom Linzer Orgelbauer Stefan Just gebaut und 1992 abgetragen. Der italienische Orgelbauer Francesco Zanin stellte die Orgel unter Verwendung des Gehäuses und großen Teilen der Orgel wieder her und baute sie 2004 in der Pfarrkirche von Stubenberg auf.

## Gaspoltshofener Tafeln

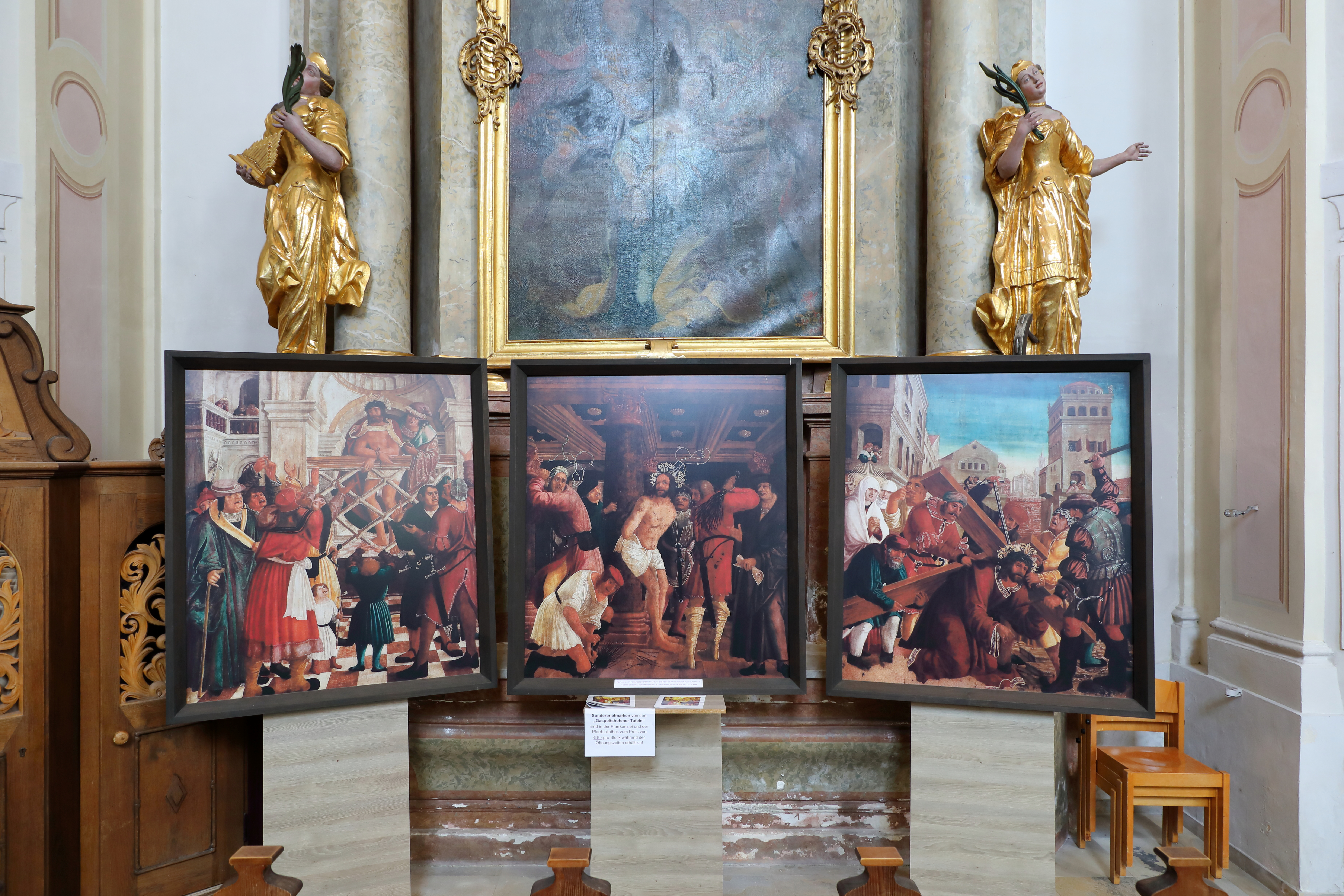
Replikat der Gaspoltshofener Tafeln in der Pfarrkirche

Im Jahr 1927 entdeckte der Kunsthistoriker Gustav Gugenbauer im Oratorium oberhalb der Sakristei drei Tafelbilder, die der Rest eines Flügelaltars sind, der 1522 angefertigt wurde. Thematisch wird auf den drei Tafeln die „Verspottung“, die „Geißelung“ und die „Kreuztragung“ als Teil eines Passionszyklus dargestellt. Die Größe der erhaltenen Tafeln, 150 × 130 cm, weist auf eine Dimension des Altares von etwa elf Meter hin, vergleichbar mit den Flügelaltären von St. Wolfgang oder Kefermarkt. Die Originale der drei Tafeln befinden sich Linz (Studiensammlung der Diözese).